# Parc national de lac Gairdner
Le parc national de lac Gairdner est situé à 436 km au nord-ouest d'Adélaïde, capitale de l'Australie-Méridionale. 
Difficile d'accès, fermé en cas de pluie, c'est un parc généralement très aride et chaud où l'on ne trouve pas d'eau.
Il intéresse les ornithologues et les botanistes au printemps, car c'est dans cet endroit qu'on trouve les plantes les plus anciennes de la planète.